# Taner Sağır
Taner Sağır (ur. 13 marca 1985 w Kyrdżali w Bułgarii) – turecki sztangista, mistrz olimpijski oraz mistrz świata i Europy.

## Kariera
Startuje w wadze średniej. Podczas igrzysk olimpijskich w Atenach w 2004 roku został najmłodszym w historii mistrzem olimpijskim w podnoszeniu ciężarów, w wieku 19 lat. Ustanowił wówczas aktualne rekordy olimpijskie w rwaniu (172,5 kg) i dwuboju (375,0 kg) i pokonał Siergieja Filimonowa z Kazachstanu oraz swego rodaka, Reyhana Arabacıoğlu. W tym samym roku zwyciężył także na mistrzostwach Europy w Kijowie, wynik ten powtarzając podczas mistrzostw Europy w Sofii rok później. W 2006 roku zwyciężył na mistrzostwach świata w Santo Domingo, pokonując Chińczyka Li Hongli i Arę Chaczatriana z Armenii. Ostatni medal zdobył w 2007 roku, kiedy na mistrzostwach Europy w Strasburgu zajął trzecie miejsce. Wyprzedzili go tam tylko dwaj Ormianie: Gework Dawtian i Ara Chaczatrian.  Ponadto w 2002 roku zwyciężył w mistrzostwach Europy juniorów.
Pobił 13 rekordów świata juniorów i 13 Europy juniorów.
Jego starszy brat, Nezir Sağır, również jest sztangistą. Jego żoną jest Sibel Güler, mistrzyni Europy w taekwondo.